# Aeroportul Tom Price
Aeroportul Tom Price (IATA: TPR, ICAO: YTMP) este un aeroport din Australia de Vest, Australia ce deservește zona Tom Price⁠(d).
Situat la o altitudine de 701 m, aeroportul dispune de 1 pistă.

## Infrastructură

### Piste
Aeroportul dispune de o singură pistă. Pista 09/27 are suprafața de sol. 